# Comunidad Metropolitana de Quebec
La Comunidad Metropolitana de Quebec  o CMQ (en francés, Communauté métropolitaine de Québec y en inglés, Quebec Metropolitan Community) es el área metropolitana centrada en la ciudad de Quebec, capital de la provincia homónima, en Canadá. 
El área de la CMQ no coincide con el área metropolitana censal de Quebec (CMA), determinada por la agencia estatal de estadística Statistics Canada, con una superficie de 3.276,53 km² y una población de 715.515 habitantes según los resultados del censo 2006.
La CMQ está compuesta por 27 municipalidades, abarcando una superficie de 3.347,12 km² y una población estimada en 751.990 habitantes para 2011.

## Historia
La CMQ fue creada el 1 de enero de 2002, junto con la ampliación de los límites de las ciudades de Quebec y Lévis.

## Municipalidades constituyentes
| - Beaupré - Boischatel - Château-Richer - Fossambault-sur-le-Lac - Lac-Beauport - Lac-Delage - Lac-Saint-Joseph - L'Ancienne-Lorette | - L'Ange-Gardien - Lévis - Quebec - Sainte-Anne-de-Beaupré - Saint-Augustin-de-Desmaures - Sainte-Brigitte-de-Laval - Sainte-Catherine-de-la-Jacques-Cartier - Saint-Louis-de-Gonzague-du-Cap-Tourmente | - Île d'Orléans (MRC que abarca 6 municipalidades) - Saint-Ferréol-les-Neiges - Saint-Gabriel-de-Valcartier - Saint-Joachim - Saint-Tite-des-Caps - Shannon - Stoneham-et-Tewkesbury |

La reserva india de Wendake y el municipio parroquial de Notre-Dame-des-Anges, a pesar de encontrarse dentro de los límites de la ciudad de Quebec, no pertenecen ni a la aglomeración urbana de Quebec ni a la CMQ.